# بيرسيوس

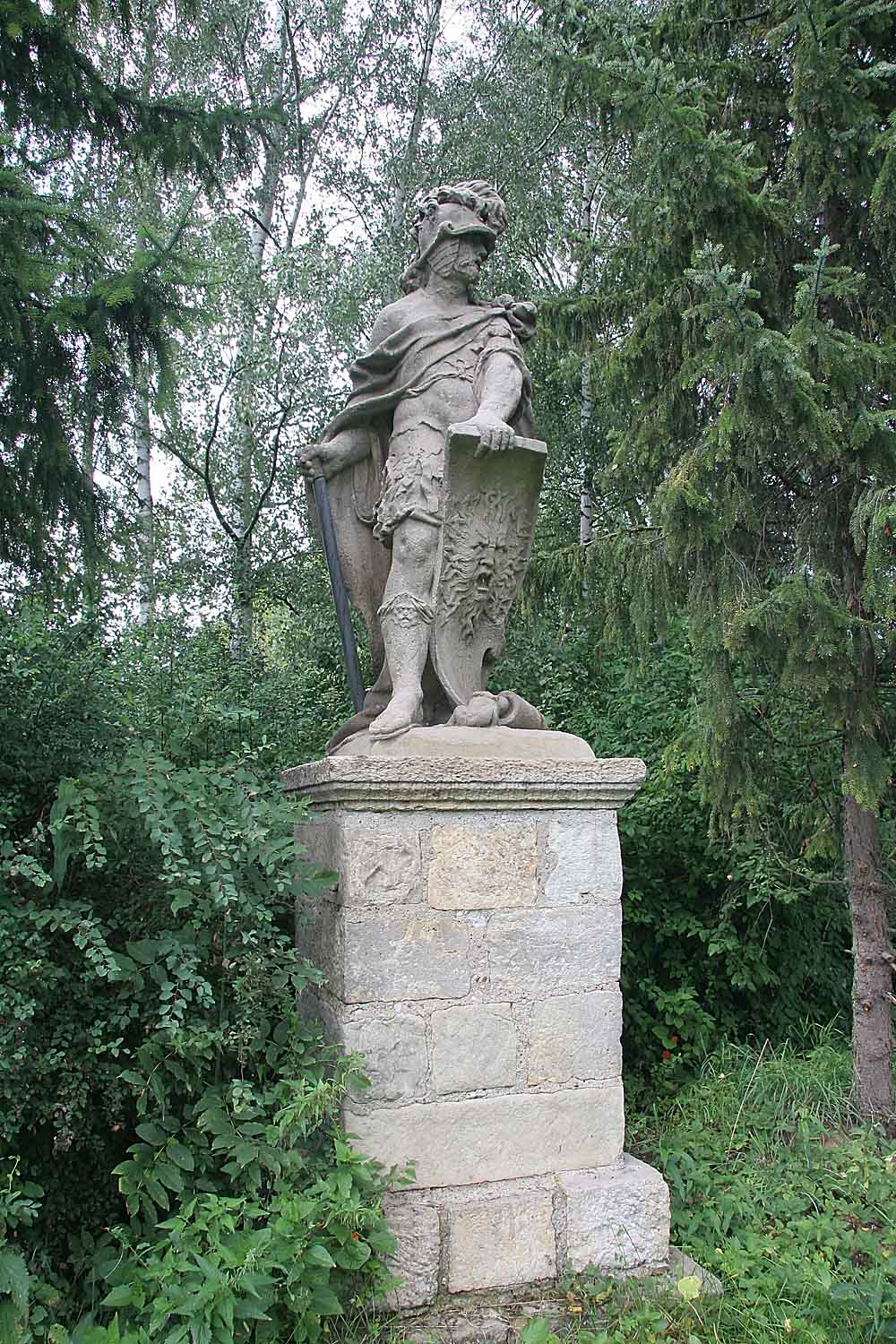
تمثال بيرسيوس في دوهاليتسي في جمهورية التشيك

بيرسيوس بطل إغريقي وهو قاطع رأس الغورغون ميدوسا وهو ملك أرغوس وسليل هيبرمنيسترا ابنة داناوس التي لم تقتل عريسها ليلة زفافها، وهو حفيد الملك أكريسيوس من أمه داناي وكان قد تم التنبؤ أن داناي ستنجب طفلا سيقتله فحبسها في برج برونزي لكن زيوس زارها بشكل مطر ذهبي وأنجبت منه بيرسيوس فقام أكريسيوس بإلقائهما في صندوق ورمى بهما في البحر ولكنهما حطا في جزيرة سيفيروس ولكن عندما كبر خاف منه ملك الجزيرة بوليديكتوس وكذلك كان قد وضع عين على أمه فأرسله في مهمة مستحيلة.

## قتل ميدوسا
أرسل الملك بيرسيوس ليقطع رأس ميدوسا، التي يتحول كل من ينظر إليها إلى حجر فذهب واستشار الغراياي (إلاهات البحر اللاتي كن يعشن بعين واحدة وسن واحدة ويحمين الغورغون) فأخذ العين والسن فأخبرنه عن مكان الحوريات اللاتي أعطينه الحذاء المجنح الذي يطير وحقيبة وخوذة هاديس التي جعلته غير مرئي وأعطاه هيرمس سيفاً معقوفاً ليقتل ميدوسا وكيس ليخفي رأسها به. وعندما وصل بيرسيوس، رأى انعكاس وجهها في درعه الذي أعطته له آثينا ولم يكن مرئياً ووضع الرأس في الحقيبة ومن دمها ظهر الحصان المجنح بيغاسوس فهرب عليه بعد أن طاردته أخوات ميدوسا.

## إنقاذ أندروميدا وعودته
في طريقه أنقذ الأميرة الأثيوبية أندروميدا (ميثولوجيا) من وحش البحر الذي قدمت له كأضحية لأن أمها قالت أنها أجمل من النيريات فأخذ زيوس ابنتها وألقاها أبوها للوحش لكي يشفى من أمراضه فمر بجانبها وحول الوحش لحجر ثم أخذ الأميرة وتزوجها.
كما أنه حول مضطهدي أمه إلى حجر في سيفيروس وأولهم الملك بوليديكتوس والجزيرة نفسها تحولت لحجر، وأخذ الرأس إلى آثينا وأعطى الغنائم إلى هرمز وعاد إلى أرغوس مع أمه وزوجته، ولكن اكريسيوس الذي خاف من النبؤة فر إلى لاريسا في ثيساليا، فتبعه بيرسيوس واشترك في أحد الألعاب على شرف الملك وقتل جده أكريسيوس بالخطأ في مباراة رمي القرص فحقق النبؤة.ترك بعدها أرغوس يحمل العار وأعطى مملكته إلى ميغابينثس (ابن أخ أكريسيوس) وأعطاه تيرينس حيث أسس ميديا وميسيناي حيث أصبح سلف البيرسيين ومنهم هرقل ويوريسثيوس.

## آثار الحكاية
توطنت أسطورة بيرسيوس في العديد من المناطق، ففي إيطاليا زعم أن الصندوق الذي حمل داناي وبيرسيوس حط على الساحل الإيطالي، وملوك الفرس زعما انهم احفاد بيرسيس ابن بيرسيوس، ووفقا لباوسانياس الدمشقي وفقد علم بيرسيوس الفرس عبادة النار واسس الديانة المجوسية، وانتقلت عبادته على ملوك البنطس، ففي عملات أميسوس يظهر مصورا عليها مع ميثريداتس السادس، ومثلما فعل مع أندروميدا أنقذ هرقل هسيوني ابنة لاوميدون ملك طروادة من وحش بحري، والحكايتان فسرتا بان الشمس تقتل الظلام وكانت أندروميدا وهسيوني تمثلان القمر الذي يكاد أن يلتهمه الظلام.
وفي نسخة أخرى من حكاية هسيوني فيقال أن هرقل أمضى ثلاثة أيام في بطن الوحش، والجدير بالملاحظة أن الصورة التي صورها الإغريق عن وحش أندروميدا كان نماذج احتذي بها في تصور حوت النبي يونس في الفن المسيحي الأول، وتظهر عظامه وسلاسل أندروميدا محفورة على صخرة في يافا، وكذلك فإن بيرسيوس يظهر عى عملات البنطس وكابادوكيا وفي طرسوس في كيليكيا والتي يقال أنه أسسها، وأسطورة القديس جرجس تاثرت بحكايات بيرسيوس في سوريا وآسيا الصغرى.